# Joseph Vézina

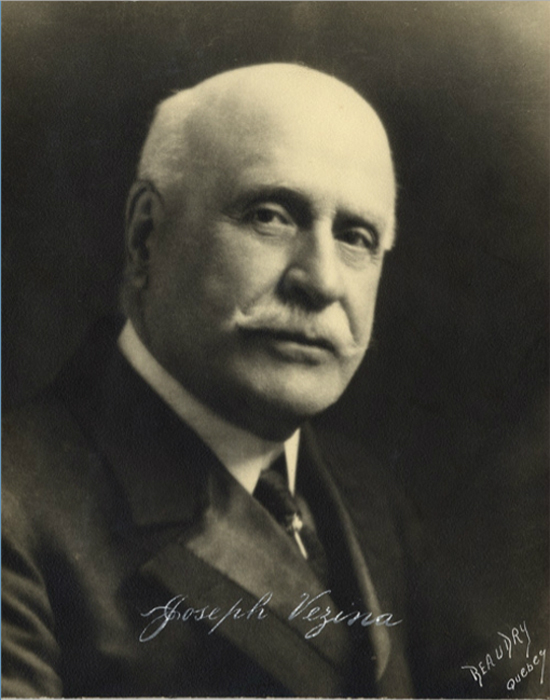
Joseph Vézina (um 1915)

Joseph Vézina (* 11. Juni 1849 in Québec, Québec als François-Joseph Vézina; † 5. Oktober 1924 ebenda) war ein kanadischer Dirigent, Komponist und Organist. Weiters fungierte er als Kapellmeister bei der Militärmusik, arbeitete als Arrangeur und war Hochschullehrer an der Universität Laval.

## Leben und Wirken

### Frühes Leben und erstes Wirken als Musiker
Joseph Vézina wurde am 11. Juni 1849 als Sohn des Anstreichers und Amateurmusikers François Vézina und dessen Ehefrau Marie Petitclerc in der Stadt Québec in der gleichnamigen kanadischen Provinz geboren und auf den Namen François-Joseph getauft. Bereits in seiner Kindheit erhielt er von seinem Vater ersten Musikunterricht und lernte das Spielen am Baritonhorn, am Klavier, sowie auf anderen Instrumenten. Weiters erhielt er sechs Monate Harmonieunterricht von Calixa Lavallée, dem späteren Komponisten der kanadischen Nationalhymne O Canada. Den Rest brachte sich Vézina weitestgehend selbst bei. Im Alter von 17 Jahren schloss er im Jahre 1866 das Petit Séminaire de Québec, deren Schüler er seit 1861 war, ab. In weiterer Folge heuerte er als Schiffsjunge an und kam mit einem Schiff erstmals nach Europa. Während seiner Reise überkam ihm die Heimweh, weshalb er beschloss wieder in seine Heimat zurückzukehren und sein weiteres Lebens als professioneller Musiker in der Stadt Québec zu verbringen. Zu dieser Zeit hatte Vézina allerdings Schwierigkeiten eine solche Laufbahn in der Provinzhauptstadt zu verfolgen. Über die verschiedenen Militärmusikkapellen der Stadt fand er den Weg ins Musikgeschäft. Noch 1866 schrieb er sich an der School of Military Instruction ein und wurde dem 9th Battalion Volunteer Militia Rifles, das ab den darauffolgenden Jahr zur Primary Reserve der Kanadischen Streitkräfte zählte, zugeteilt. Bei der hiesigen Militärmusik trat er als Baritonspieler in Erscheinung und fungierte von 1868 bis 1879 als Kapellmeister. Im Laufe der Jahre leitete er einige weitere Musikkapellen und gründete im Jahre 1874 die Musikkapellen von Notre-Dame de Beauport und 1875 die Musikkapellen von Montmorency (Beauport) und Charlesbourg. Während dieser Jahre lernte er auch seine spätere Ehefrau Monique Tardiff kennen; die beiden heirateten am 24. September 1872 in Québec; aus der Ehe entstammen vier Töchter und drei Söhne.

### Durchbruch als Kapellmeister und Dirigent
Parallel zu seiner Arbeit bei der Militärmusik gab er Unterricht für verschiedene Blasinstrumente. Der für sein sehr gutes Gehör, ein intuitives Musikverständnis sowie eine bemerkenswerte Arbeitsfähigkeit bekannte Vézina brachte die meisten der von ihm betreuten Ensembles auf ein hohes Leistungsniveau. Beispielhaft ist hierbei unter anderem der Sieg der Musikkapelle von Notre-Dame de Beauport bei einem Wettbewerb auf dem Victoria Skating Rink in Montreal im Jahre 1878, an dem Musiker aus ganz Kanada teilnahmen. 1879 wurde Vézina zum Kapellmeister der B Battery Band des Vorgängerverbands der Royal Garrison Artillery, die 1922 zum Royal 22nd Regiment umgewandelt wurde, ernannt. Die Militärmusik tritt seit 1922 als La Musique du Royal 22e Régiment in Erscheinung. Vézina gab diese Position auf, um im Jahre 1912 die Kadettenmusikgruppe von Saint-Jean-Baptiste zu leiten. Als am 24. Juni 1880 – dem Johannistag, der bereits seit 1834 in Niederkanada Tag nationaler Festivitäten ist – am abendlichen Bankett der Société du parler français au Canada (des Nationalkovents der frankophonen Kanadier) im Pavillon des Patineurs in Québec erstmals O Canada aufgeführt wurde, trat Vézina als Dirigent des Musikensembles in Erscheinung. Erst 100 Jahre später, am 1. Juli 1980, wurde es zur kanadischen Nationalhymne und löste dabei God Save the Queen als bisherige Hymne ab. Ebenfalls 1880 trat Vézina seine Professur am Petit Séminaire de Québec an und trat ab dieser Zeit als Professor für Musik in Erscheinung. 1887 wurde er ein Mitglied der Académie de musique du Québec, deren Präsident er von 1914 bis 1915 auch war.
In dieser Zeit wurden seine Fähigkeiten von vielen führenden Musikern der damaligen Zeit anerkannt. Darunter waren unter anderem auch Carlo Alberto Cappa und Walter Damrosch aus New York City, von denen angenommen wird, dass sie Vézina dazu gedrängt hätten seine Heimat zu verlassen und in die Vereinigten Staaten zu ziehen. Vézina weigerte sich jedoch strikt, seine Heimatstadt zu verlassen. Die folgenden Jahre waren von wichtigen Ereignissen geprägt. Im Jahre 1894 dirigierte er Konzerte am ersten groß angelegten Karneval von Québec, auch Winter Carnival genannt. Dies tat er ebenfalls im Jahre 1896, wobei dieses Konzert, das am 27. Januar 1896 in der Quebec City Armoury, auch Voltigeurs de Québec Armoury oder Québec Drill Hall genannt, stattfand, zweifellos am bedeutendsten war. Während dieser Zeit dirigierte Vézina auch die Ensembles, die die damals berühmte Opernsängerin Emma Albani begleiteten. 1896 wurde Vézina Organist der St. Patrick’s Church, dem einzigen englischsprachigen Parish des Erzbistums Québec. Auch diese Position legte er im Jahre 1912 nieder. Am 16. September 1901 dirigierte Vézina anlässlich eines Besuchs des Herzogs und der Herzogin von Cornwall (George V. und Mary) ein Galakonzert auf der Dufferin-Terrasse. Im Juni 1902 dirigierte er erneut in der Quebec City Armoury anlässlich des 50. Jahrestags der Gründung der Universität Laval drei Konzerte. Die Konzerte waren allesamt von Erfolg gekrönt. In weiterer Folge wurde Vézina von drei jungen Musikern – Louis-Léonidas Dumas, Joseph Talbot, sowie seinem eigenen Sohn Raoul Vézina – eingeladen, der erste Musikdirektor des Orchestre Symphonique de Québec zu werden, damals noch Société symphonique de Québec genannt und erst nach der Fusionierung mit dem 1936 gegründeten Cercle philharmonique de Québec im Jahre 1942 unter dem heutigen Namen bekannt. Von Anfang Oktober 1902 an trat Vézina als Musikdirektor des Symphonieorchesters in Erscheinung und behielt diese Position bis zu seinem Ableben im Jahre 1924 bei.
Am 23. Februar 1903 wurden unter seiner Leitung 15 neue Musiker, darunter größtenteils Profis und entweder Mitglieder der Regimentskapelle oder des seit 1871 bestehenden Septetts Septuor Haydn, im Symphonieorchester aufgenommen. Unter Vézinas Führung entwickelte sich das Orchester rasch zu einem der erfolgreichsten des Landes; bereits 1907 gewann es bei einem Wettbewerb in Ottawa einen von Albert Grey, 4. Earl Grey, dem damaligen Generalgouverneur von Kanada, initiierten Preis. Der Preisrichter war hierbei George Chadwick, der zu dieser Zeit als einer der bedeutendsten US-amerikanischen Komponisten galt und zu diesem Zeitpunkt Direktor des New England Conservatory of Music in Boston, Massachusetts, war. Im Jahre 1908 war Vézina Präsident des Musikkomitees für die Feierlichkeiten zum 100-jährigen Bestehen der Stadt Québec. Aus diesem Anlass spielte die Société symphonique de Québec mehrere bedeutende Konzerte. Bis ins Jahr 1914 spielte das Symphonieorchester mit rund 60 Musikern große Abonnementkonzerte. Drei fanden alljährlich im Auditorium de Québec, einem Musiksaal, der im Jahre 1903 von seinem Orchester eingeweiht wurde und heute als Capitole de Québec oder Théâtre Capitole bekannt ist, in Québec statt. Weiters spielte die Société symphonique de Québec bei den jährlichen Treffen der Société du parler français au Canada sowie bei zahlreichen weiteren Anlässen. Darüber hinaus wurde das Orchester zu Auftritten in anderen Teilen des Landes eingeladen, insbesondere in Ottawa, Montreal, Sherbrooke und Montmagny.

### Wirken als Universitätsprofessor als Karriereausklang
Im Jahre 1922 erhielt Vézina eine der ersten ordentlichen Professuren und war einer der frühen Doktoren der Musik an der École de Musique der Universität Laval, die in diesem Jahr eröffnet wurde und Gustave Gagnon als Direktor vorwies. Seine dortige Anstellung als ordentlicher Hochschullehrer dauerte allerdings nur knapp zwei Jahre, ehe er am 5. Oktober 1924 im Alter von 75 Jahren starb. Zu diesem Zeitpunkt arbeitete er noch immer als Lehrer am Petit Séminaire de Québec und war ebenfalls noch immer Dirigent der Société symphonique de Québec. Sein Begräbnis fand drei Tage später, am 8. Oktober 1924, im Cimetière Notre-Dame-de-Belmont in der Gemeinde Sainte-Foy, heute ein Teil des Québecer Boroughs Sainte-Foy–Sillery–Cap-Rouge, statt.

## Arbeit als Komponist
Bereits vor 1900 komponierte Vézina viele Werke für Militärkapellen, Bläserensembles und Symphonieorchester. Außerdem komponierte er Stücke für verschiedene Instrumente, darunter Klavier und Flöte, sowie Lieder und einige Chorwerke. Außerdem trat er als Arrangeur für eine Reihe von Werken anderer Komponisten in Erscheinung und schuf in späteren Jahren die Partituren für drei komische Opern, die von der Société symphonique de Québec erstmals in den Jahren 1906 (Le lauréat; Libretto von Félix-Gabriel Marchand), 1910 (Le rajah; Libretto von Gaston Morelles (Pseudonym von Benjamin Michaud)) und 1912 (Le fétiche; Libretto von Alex Villandray und Louis Fleur (Pseudonyme von Alexandre Plante und Antonio Langlais)) aufgeführt wurden. Ein viertes Werk (La grosse gerbe), nach einem Gedicht von Pamphile Le May, blieb unvollendet.
Joseph Vézina galt über ein halbes Jahrhundert als eine der treibenden Kräfte des Musiklebens in der Provinzhauptstadt. Er galt als ein unermüdlicher Arbeiter, erstklassiger Organisator und anspruchsvoller, vielseitiger und zweifellos begabter Musiker. Seine berühmteste Errungenschaft, das nunmehrige Orchestre Symphonique de Québec, gilt heute als eines der führenden Orchester Kanadas und ist zudem das älteste und am längsten durchgehend aktive des Landes.